# CLARIN
CLARIN ERIC (ang. Common Language Resources and Technology Infrastructure – Wspólne Zasoby Językowe i Infrastruktura Technologiczna) – powstałe w 2012 konsorcjum na rzecz europejskiej infrastruktury badawczej, w którym udział biorą uniwersytety, ośrodki badawcze, biblioteki i publiczne archiwa z wielu krajów Europy. Jego celem jest tworzenie i udostępnianie cyfrowych zbiorów danych językowych, narzędzi cyfrowych i materiałów szkoleniowych.
Projekt CLARIN powstał przy wsparciu finansowym Komisji Europejskiej. Obecnie finansowany jest w pełni przez kraje członkowskie. Polskim konsorcjum należącym do CLARIN ERIC, opracowującym zasoby związane z językiem polskim, jest CLARIN-PL.

## Kraje członkowskie CLARIN
| Państwa                          | Konsorcja krajowe. |
| -------------------------------- | ------------------ |
| Austria                          | CLARIAH-AT         |
| Belgia                           | CLARIN BE          |
| Bułgaria                         | CLaDA-BG           |
| Chorwacja                        | HR-CLARIN          |
| Cypr                             | CLARIN-CY          |
| Czechy                           | LINDAT/CLARIAH-CZ  |
| Dania                            | CLARIN-DK          |
| Estonia                          | CLARIN Estonia     |
| Finlandia                        | FIN-CLARIN         |
| Grecja                           | clarin:el          |
| Holandia                         | CLARIAH-NL         |
| Islandia                         | CLARIN Iceland     |
| Litwa                            | CLARIN-LT          |
| Łotwa                            | CLARIN-LV          |
| Niemcy                           | CLARIN-D           |
| Norwegia                         | CLARINO            |
| Polska                           | CLARIN-PL          |
| Portugalia                       | PORTULAN CLARIN    |
| Słowenia                         | CLARIN.SI          |
| Szwecja                          | SWE-CLARIN         |
| Węgry                            | HunCLARIN          |
| Włochy                           | CLARIN-IT          |
| Obserwatorzy                     | Konsorcja krajowe  |
| Południowa Afryka                | SADiLaR            |
| Szwajcaria                       | CLARIN-CH          |
| Wielka Brytania                  | CLARIN-UK          |
| Inne                             | Instytucje         |
| Carnegie Mellon University (USA) | TalkBank           |